# 于公墓
于公墓，位于山东省临沂市郯城县郯城镇西关三村，是中华人民共和国山东省文物保护单位之一。
公是西汉丞相定国之父，于公为县狱吏、郡决曹，审判狱案公平，深受百姓爱戴。2006年12月7日，授予山东省文物保护单位，是一座古墓葬。